# Священицьке братство святого Пія Х
Священицьке братство святого Пія Х (лат. Fraternitas Sacerdotalis Sancti Pii X, FSSPX) — релігійна організація, створена 1970 року архієпископом Марселем Лефебвром, об'єднує католиків-традиціоналістів, які не прийняли рішень Другого Ватиканського собору в частині реформи богослужіння, розширення практики екуменізму, необхідності діалогу з іншими релігіями тощо.

## Історія
Після Другого Ватиканського собору в католицькій церкві виник консервативний рух, що не прийняв нововведень та вважав, що більша частина формальних католиків рухається до відступлення від істинної віри. Неформальним лідером традиціоналістів став архієпископ Марсель Лефевр, який ще під час собору очолював групу його учасників, що опиралася нововведенням.
За згодою церковної влади 1970 року він заснував Священицьке братство святого Пія Х, яке об'єднувало католиків-консерваторів, та став його генеральним настоятелем. За його головування було відкрито семінарію в Еконі (Швейцарія) для підготовки священиків у дусі консерватизму та несприйняття ватиканських реформ. У той час, як у всій католицькій церкві все більше поширювалась нова меса, в семінарії навчали служити стару, Тридентську месу латиною. Це не могло не спричинити зростання напруженості між Святим Престолом і Братством.
У середині 1970-х років церковна влада запропонувала Лефевру закрити семінарію, однак він відмовився це зробити у зв'язку зі зростанням її популярності та збільшенням потоку нових семінаристів. Попри протидію церковної влади, 29 червня 1976 року були рукопокладені в священики 12 випускників семінарії. У своєму виступі Лефевр згадав буллу святого Пія V Quo Primum, яка каже, що будь-яке засудження Старої Меси є недійсним. За два тижні йому  заборонили служіння.
Наприкінці 1970-х — початку 1980-х років Лефевра неодноразово викликали до Риму для розслідування його діяльності, він зустрічався з Павлом VI та Іваном Павлом II. Водночас він не припиняв критику «оновлення» католицької церкви. Особливо Братство критикувало відвідання Іваном Павлом II синагоги в Римі (13 квітня 1986), а також організовану Святим Престолом молитву за мир представників усіх релігій в Ассізі (27 жовтня 1986). У той період продовжувалось зростання кількості прибічників традиціоналістів, Братство поширило свою діяльність на багато країн, та, попри всі вказівки Рима, священики-члени братства проводили служби за старим обрядом. Одночасно підкреслювалось визнання себе невід'ємною частиною Римської церкви, на службах згадували папу Римського та місцевих єпископів.
Результатом контактів керівників Братства із Римським Престолом стали кроки з нормалізації відносин. 3 жовтня 1984 року було видано індульт Конгрегації святих Обрядів[уточнити], який легалізував стару месу в усьому світі (до того вже було дозволено старий обряд в Англії), 5 травня 1988 року кардинал Йозеф Ратцінґер та архієпископ Марсель Лефевр підписали примиренний протокол. Однак, саме після спроби примирення спалахнув найбільш серйозний конфлікт.
1988 року Лефевр разом із бразильським єпископом Антоніо де Кастро Майєром рукопоклав чотирьох нових єпископів. Такий крок (усупереч санкції Папи Римського) було продиктовано прагненням зберегти можливість рукопокладати священиків-традиціоналістів — адже для хіротонії необхідно не менше двох єпископів, а сам Лефевр відчував наближення смерті. Папа Іван-Павло II у відповідь відлучив від церкви нововисвячених єпископів Бернара Фелле, Вільяма Річардсона, Альфонсо де Галаретту й Бернара Тіссьє де Маллер[джерело?]. Братство не визнало законність такого відлучення та продовжило вважати себе частиною Римської церкви і згадувати римського папу.
Частина священиків-традиціоналістів, яка не схвалила хіротонії єпископів без дозволу Рима, вийшла з Братства святого Пія Х та, за схвалення католицької влади, створила Братство святого Петра. Воно стало аналогом Єдиновірської церкви (яка об'єднує в євхаристичному спілкуванні старообрядців із Російською православною церквою) й опікується ним Папська комісія «Ecclesia Dei», створена 18 жовтня 1988 року.
Таким чином, Священицьке братство святого Пія Х, на відміну від інших напрямків католицького традиціоналізму, визнає Римського папу, але відмовляє в адміністративній покорі офіційній церковній владі.

## Братство після смерті Лефевра
1991 року Марсель Лефевр помер. Новим Генеральним настоятелем Братства став Бернар Фелле. Здійснювалися кроки з нормалізації відносин Святого Престолу та Братства. Так, 1999 року кардинал Ратцінгер — майбутній папа римський — відслужив Тридентську месу в Веймарі. На початку 2000-х років відновились контакти керівництва братства з офіційною владою Римо-католицької церкви. В серпні 2000 року 6 тисяч членів братства здійснили паломництво до чотирьох головних римських базилік, пройшли перемовини з префектом Конгрегації у справах духовенства кардиналом Даріо Кастрільйоном Ойосом. У грудні 2000 року глава братства Бернар Фелле зустрівся в Ватикані з Іваном Павлом II. 29 серпня 2005 року Бенедикт XVI дав аудієнцію трьом єпископам-членам Братства, де обговорювались шляхи відновлення єдності з Римо-католицькою церквою.
8 вересня 2006 року група виключених із Братства священиків на чолі з Філіпом Лагері, за згоди папи Бенедикта XVI, заснувала товариство апостольського життя «Інститут Доброго пастиря».
Найбільша кількість прибічників Братства зосереджена у Франції, Німеччині, Швейцарії та Австрії. На початку 1990-х років громади католиків-традиціоналістів, пов'язані з Братством, виникли у Мінську й Москві.
Шлях примирення братства зі Святим Престолом відкрився 2007 року після підписання папою Бенедиктом XVI указу про можливість вільно служити Тридентську месу . Братство висловило вдячність папі за цей крок.
21 січня 2009 року було скасовано відлучення єпископів Бернара Фелле, Бернара Тіссьє де Маллере, Річарда Вільямсона й Альфонсо де Галаррети .
З жовтня 2009 до квітня 2011 року група експертів з Ватикану та представників Братства зустрічались вісім разів для того, щоб знайти порозуміння. Кардинал Вільям Левада, префект Конгрегації доктрини віри, 14 вересня 2011 року зробив доктринальну пропозицію Братству, підписання якої примирило б Апостольський Престол і Братство. Єпископ Бернар Фелле на початку лютого 2012 року відхилив цю пропозицію Ватикану . В червні 2012 року Святий Престол запропонував започаткувати персональну прелатуру, в результаті чого SSPX могло б стати другою після Opus Dei організацією, що має цей статус у Церкві. В 2017 році було висвячено першого священика Братства з теренів традиційно некатолицьких — Віктора Пасічника з Москви .